# Тэгу (аэропорт)
Международный аэропорт Тэгу (кор. 대구국제공항?, 大邱國際空港?), (ИАТА: TAE, ИКАО: RKTN) — южнокорейский аэропорт совместного базирования, расположенный в городе Тэгу.
Основную часть коммерческих авиаперевозок аэропорта составляют внутренние рейсы, на международных направлениях в основном работают две крупнейшие авиакомпании страны — Asiana Airlines и Korean Air.

## Общие сведения
Международный аэропорт Тэгу является одним из крупнейших транспортных узлов региона Йоннам.

### Автостоянка
На территории аэропорта перед зданием пассажирского терминала функционирует платная автомобильная стоянка на 1100 мест, работающая с 6 часов утра до 10 часов вечера в автоматическом режиме.

## Авиакомпании и пункты назначения
В сентябре 2011 года в международном аэропорте Тэгу работали следующие авиакомпании: